# Penna San Giovanni
Penna San Giovanni est une commune italienne d'environ 1 200 habitants, située dans la province de Macerata, dans la région des Marches, en Italie centrale.

## Géographie
Penna San Giovanni s’élève à 630 mètres d'altitude à proximité d’un éperon rocheux entre les vallées des fleuves Salino et Tennacola. Entouré par une campagne de hautes collines bordées par l'Apennin central, il domine le territoire, de la chaîne des monts Sibyllins à la côte adriatique. L'historien Giuseppe Colucci (historien) (it), né à Penna San Giovanni, en fait une description détaillée dans le trentième volume de Delle Antichità Picene, son œuvre sur la région des Picentes.

## Histoire

### Époque romaine
Bien qu'il n'y ait pas d’informations directes sur la période romaine, il est à supposer que le territoire de Penna San Giovanni ait été inclus dans la Colonia Faleriense, dont le centre se trouvait à quelques kilomètres de Penna. Preuve en est une inscription romaine, incorporée dans la façade de l’église de Sant’Antonio Abate dans laquelle on peut lire : C. SILLIVS. C. / L. PRINCEPS / HIC REQVIESCIT / NOBILIS / DE SVO POSVIT. À la famille Sillia, qui avait sa résidence à Falerone, on faisait donc référence dans la plaque d’un affranchi, ou serviteur, appelé Nobilee enterré, précisément, à Penna San Giovanni[pas clair].

## Administration
| Période                                  | Période | Identité | Étiquette | Qualité |
| ---------------------------------------- | ------- | -------- | --------- | ------- |
|                                          |         |          |           |         |
| Les données manquantes sont à compléter. |         |          |           |         |

### Communes limitrophes
Amandola, Falerone, Gualdo, Monte San Martino, Sant'Angelo in Pontano, Servigliano.